# Otto Rauchbauer
Otto Rauchbauer (* 1938 in Eisenstadt; † 3. Oktober 2024) war ein österreichischer Anglist, Literaturwissenschaftler und Hochschullehrer.

## Leben und Wirken
Nach seiner Reifeprüfung in Eisenstadt studierte Otto Rauchbauer ab 1956 Anglistik und Germanistik an der Universität Wien. Bereits während seines Studiums hielt er sich bei Gastfamilien in England auf. 1962 legte er dann das Staatsexamen für das Lehramt an höheren Schulen ab und arbeitete anschließend an seiner Dissertation bei dem Anglisten Siegfried Korninger. Seine Promotion erfolgte 1964. Ab 1965 wirkte er zunächst als Lektor für Germanistik in den USA und zwar an der Wayne State University und dem Middlebury College (Vermont). Danach kehrte er als wissenschaftlicher Mitarbeiter an die Universität Wien zurück und habilitierte sich dort 1978, unterbrochen 1973/74 durch einen Forschungsaufenthalt in Oxford. 1981 ernannte ihn die Universität zum außerordentlichen Professor und 2001 zum Universitätsprofessor für Anglistik.
Neben Veröffentlichungen zu verschiedenen Themen aus dem Bereich der Anglistik beschäftigte sich Rauchbauer sehr intensiv mit der Rolle größerer Landsitze in Großbritannien und Irland in der Literatur. Im Ruhestand veröffentlichte er eine Biographie des irischen Schriftstellers Shane Leslie, der mit Winston Churchill verwandt war.

## Veröffentlichungen
- Die Received Pronunciation des Englischen. In: Moderne Sprachen, Bd. 18 (1974), S. 1–15.
- Zur Tradition des englischen familiar essay im 17. Jahrhundert. In: Archiv für das Studium der neueren Sprachen, Bd.  212 (1975), S. 49–69.
- Praktische englische Phonetik an der Universität. Überlegungen zu einem Modell. In: Neusprachliche Mitteilungen, Bd. 29 (1976), H. 1, S. 17–29.

- Aidan Higgins, Killachter Meadow and Langrishe, Go Down sowie Harold Pinters Fernsehfilm Langrishe, Go Down. Variationen eines Motives. In: Otto Rauchbauer (Hrsg.): Festschrift für Siegfried Korninger (= Wiener Beiträge zur englischen Philologie, Bd. 80). Braumüller, Wien 1986, S. 163–185, ISBN 3-7003-0686-5.

- (Hrsg. u. Mitautor): Ancestral voices. The Big House in Anglo-Irish literature; a collection of interpretations (= Anglistische und amerikanistische Texte und Studien, Bd. 6). Olms, Hildesheim 1992, ISBN 3-487-09531-9.
- Sidonie Nádherný, Karl Kraus, Max und Gillian Lobkowicz und die Familie Somerville. Einige Anmerkungen zu Begegnungen und Beziehungen. In: Mitteilungen aus dem Brenner-Archiv, Bd. 14 (1995), S. 36–42.
- The Edith Œnone Somerville Archive in Drishane. A catalogue and an evaluative essay. Irish Manuscripts Commission, Dublin 1995, ISBN 1-874280-05-3.
- The Fluidity of the Fact. The Big House, People's Perspective, and Folklore into Art. In: Fabula, Bd. 40 (1999), H. 3–4, S. 222–258.
- "Mordio - Feurio - Diebio". Hilde Spiels kreative Leistung als Übersetzerin englischer Dramatik. In: Profile (Wien), Bd. 2 (1999), H. 3, S. 111–124.
- Diskurse und Bilder zum anglo-irischen Landsitz im zwanzigsten Jahrhundert. Eine interdisziplinäre Studie (= Anglistische Forschungen, Bd. 306). Winter, Heidelberg 2002, ISBN 3-8253-1351-4.
- Shane Leslie. Sublime failure. Lilliput Press, Dublin 2009, ISBN 1-84351-156-8.
- Celebrating 150 years of Austria's presence on Belgrave Square. Austrian Embassy in London, London 2016.